# Volante de inércia

O volante de inércia ou volante do motor serve para equilibrar os impulsos bruscos dos pistões e origina uma rotação relativamente suave ao virabrequim. 

A cambota ou virabrequim (vermelho), os pistões (cinza claro) e os cilindros (azul) encontram-se acoplados ao volante do motor (cinza escuro) que irá transferir a energia mecânica para a caixa de velocidades.

O volante do motor é a parte do motor que transfere o torque obtido na cambota (virabrequim ou eixo de manivelas) para caixa de velocidades. Também é responsável por absorver vibrações do motor e manter estável (ou dificultar oscilações) da marcha lenta.
Trata-se de uma peça de material pesado, unido à cambota (virabrequim) de um motor, ajudando a manter o equilíbrio e contribuindo para a redução das vibrações e os esticões provocados pela explosão do carburante.
É contra o volante do motor que o disco de embreagem faz pressão, tendo ambos superfícies anti-deslizantes para aumentar o atrito. Confirme o pedal de embreagem esteja ou não pressionando, é desligada ou ligada a transferência da energia mecânica (rotação) para a caixa de velocidades.